# Hallo Taxi (1974)
Hallo Taxi ist eine DDR-Fernsehkomödie über den Alltag und die Erlebnisse eines Ost-Berliner Taxifahrers.

## Handlung
Die junge Postangestellte Gaby lebt mit ihrem Opa zusammen, von dem sie zum Geburtstag ein Motorrad geschenkt bekommt. Aber schon bei der ersten Fahrt verursacht sie beinahe einen Zusammenstoß mit Eddy Kulecke, 30 Jahre, Taxifahrer und Frauenheld. Wegen Gabys kurzer Haare, des Helms und der Lederjacke hält er sie wohl im ersten Moment für einen jungen Mann und haut ihr im Affekt eine runter. Gaby will ihn kennenlernen, ihm aber auch einen Streich spielen, also bestellt sie ihn später über die Taxizentrale zu sich nach Hause. Es erscheint aber Eddys neuer Kollege: der schüchterne und etwas linkische Uwe, ganz das Gegenteil des flotten Eddy. Am nächsten Tag fingiert Gaby eine Panne mit ihrem Post-Trabant und lässt sich von Eddy den ganzen Tag von einem Postkasten zum anderen fahren, um ihn näher kennenzulernen.
Uwe ist von Gaby fasziniert und lädt sie schriftlich ein, beim Betriebsausflug des VEB Taxi mitzukommen. Sie nimmt an, in dem Glauben, die Einladung stamme von Eddy – das Missverständnis klärt sich erst in einer etwas peinlichen Begrüßungsszene auf dem Ausflugsschiff. Gaby fühlt sich unter den anderen Fahrern wohl und überlegt nun, selbst einen Taxifahrer-Lehrgang zu machen und beruflich umzusatteln. Bei dem Ausflug trifft sie auch Eddys Mutter Martha, die in der Taxi-Funkzentrale arbeitet. Diese drängt ihren Sohn, dass er bald heiraten soll, woran er aber kein Interesse zeigt.
Gaby verbringt in den nächsten Tagen viel Zeit mit Uwe, merkt dann aber, dass sie sich viel stärker zu Eddy hingezogen fühlt – wie sehr, bemerkt Eddy erst, als er von seiner Mutter darauf hingewiesen wird. Eddy gibt sich einen Ruck und macht Gaby einen Heiratsantrag, und im Abspann sieht man, wie er schon im nächsten Jahr Gaby und ihr gemeinsames Baby – natürlich mit dem Taxi – aus der Klinik abholen kann.
Neben der Annäherung zwischen Gaby und Eddy erzählt der Film von den kleinen Abenteuern und skurrilen Geschichten aus dem Taxifahrer-Alltag, etwa von einem im Auto vergessenen Hund, einer nächtlichen Verfolgung von Autodieben oder von einem vergessenen Paar Hochzeitsschuhe, das Eddy im Eiltempo aus der Wohnung einer Braut holen und zum Standesamt bringen muss.

## Produktion
Der Film ist eine Produktion des Fernsehens der DDR und wurde am 14. April 1974 zum ersten Mal ausgestrahlt.

## Rezeption
„Nett, aber gestrig.“

„Die Abenteuer des Taxifahrers Eddy Kulecke, eines urtümlichen Berliners mit Herz und Schnauze, die auf vergnügliche und durchgängig optimistische Art und Weise erzählt werden.“